# Calathea lindeniana
Calathea lindeniana är en strimbladsväxtart som beskrevs av Gustav Wallis. Calathea lindeniana ingår i släktet Calathea och familjen strimbladsväxter. Inga underarter finns listade.